# ولید محی‌الدین
ولید محی الدین (انگلیسی: Waleed Mohyaden؛ زادهٔ ۲۲ مهٔ ۱۹۸۲) یک بازیکن فوتبال اهل قطر است.

## باشگاهی
از باشگاه‌هایی که در آن بازی کرده‌است می‌توان به العربی قطر و ام صلال اشاره کرد.